# Koen Darras
Koen Darras (geboren in Torhout) is een Belgische avonturier en bergbeklimmer. Hij is vooral bekend vanwege zijn lopend project om de zogenoemde **Seven Summits** te beklimmen – de hoogste bergtop van elk continent. Daarnaast heeft hij expedities ondernomen in Zuid-Amerika, Afrika en Europa, en werkte hij mee aan outdoorprojecten binnen de reisindustrie.
Biografie
Darras groeide op in West-Vlaanderen en studeerde lichamelijke opvoeding aan de Universiteit Gent. Hij bouwde een loopbaan uit in het sportonderwijs, wintersport en de outdoorsector. Van 2021 tot 2026 woonde hij tijdens de wintermaanden in Italië, waar hij werkte als skileraar en regiocoördinator voor SkiWorld in Val di Sole en Val di Fiemme.
Expedities
- Seven Summits

Sinds 2022 werkt Darras aan het beklimmen van de hoogste berg op elk continent. Enkele beklimmingen zijn reeds voltooid; andere staan gepland, waaronder een expeditie naar Mount Vinson in Antarctica in combinatie met een langeafstandstocht naar de geografische zuidpool.
- Andes 6000+

In 2022 beklom Darras tien bergen van meer dan 6000 meter in de Andes, verspreid over onder andere Peru, Bolivia en Argentinië. Deze expeditie maakte deel uit van een breder project rond hooggebergtetochten in Zuid-Amerika.
- Peaks of Africa

Tussen 2023 en 2024 reisde Darras over land door 27 Afrikaanse landen. Tijdens deze reis beklom hij de tien hoogste bergen van het continent en documenteerde hij lokale gebruiken, landschappen en ecologische uitdagingen.
- Alpine Big Three

In 2023 beklom Darras binnen tien dagen drie iconische toppen in de Alpen: de Mont Blanc, de Matterhorn en de Eiger. Dit project vereiste een combinatie van fysieke uithouding en alpinistische techniek.
Andere activiteiten
Darras is medeoprichter van het outdoorbedrijf **Bite Madness BV**, dat in 2020 werd verkocht. Sindsdien is hij actief binnen **Travelbase**, een Belgische reisorganisatie gespecialiseerd in avontuurlijke groepsreizen. Hij was betrokken bij diverse projecten zoals SnowClash, The Bike Trophy en The Balkan Trail.
Persoonlijk leven
Darras woont in België, samen met zijn partner en drie kinderen. Hij combineert zijn expedities met gezinsleven, muziek en vrijwilligerswerk.
Externe links
- Officiële website: (https://www.koendarras.com)
- Instagram: (https://www.instagram.com/koendarras)
- YouTube: (https://www.youtube.com/@koendarras)